# 秦舞陽
秦舞陽（しん ぶよう、拼音：Qín Wǔ-yáng、紀元前240年 - 没年不明）は、中国戦国時代末期の刺客。

## 概要
燕の将軍秦開の孫である。13歳の時、人を殺したことがあり、そのため、当時の人は誰も面と向かって彼を見ることができなかったという。後に燕太子丹が彼を探し出し、荊軻の助手に起用し、咸陽に赴かせ、秦王政暗殺の任務に就かせた。
秦の朝廷で、政に荊軻が督亢（とくごう、現在の河北省保定市涿州市・高碑店市）の地図を献上する時、秦舞陽は恐怖から全身が震え始め、不審に思った秦の群臣が尋ねると、荊軻は「北方の田舎者ゆえ、未だ天子にお会いしたことがないので、恐れおののいています」と語った。結局、暗殺は失敗して荊軻はその場で討たれた。事件後の秦舞陽について史書に記載が無く、定かではない。